# Pelinobius muticus
Pelinobius muticus (англ. King baboon spider, «королевский паук-бабуин») — вид пауков-птицеедов из монотипного рода Pelinobius. Крупнейший птицеед Африки.

## Биологическое описание
Длина тела (без учёта ног) до 6 см (самцы) и 11 см (самки). Ноги последней пары очень массивные, до 13 см длиной и до 9 мм диаметром, сильно утолщаются к конечному членику, отдалённо напоминающему «валенок», в нормальном положении изогнуты внутрь, придавая пауку косолапый вид. Брюшко может достигать невероятных размеров, при хорошем питании (особенно в неволе) — до 6 см длиной и 4 см шириной. Хелицера до 1.9 см (крупнее только у Theraphosa blondi — 2.5 см). Окраска варьирует от красновато-, до золотисто-коричневого цвета. Опушение из волосков бархатистое, гладкое, у самцов несколько длиннее.

## Образ жизни и поведение
Большую часть времени проводит в собственно вырытых норках, расположенных вертикально и достигающих 2 м глубины, оканчивающихся горизонтально расположенной жилой камерой. Вся трубка норки и небольшая область вокруг входа в неё, оплетены паутиной, что помогает пауку чувствовать вибрации, создаваемые потенциальной добычей. Норку покидают крайне редко и неохотно, только в ночное время, для охоты, и недалеко от входа; самцы, покидают норки в период поиска самки для спаривания. Питаются любыми животными, которых способны одолеть, атакуя главным образом из норки — крупными саранчовыми, мелкими млекопитающими (обычно мышами). Отличаются агрессивным нравом. При раздражении издаёт шипящие звуки, трением хелицер. Половой зрелости достигает поздно: самки в возрасте 4—8 лет, самцы — 3—6 лет. Продолжительность жизни самок до 30 лет, самцов 4—7 лет.

## Распространение и местообитание
Встречается в Восточной Африке, включая Кению (территория вокруг озера Виктория), Уганду и Танзанию, но, видимо, ареал вида значительно шире. Населяет в основном полузасушливые районы с очень низким уровнем грунтовых вод, что связано с жизнью в земляных норах.

## Опасность для человека
Имеют достаточно токсичный яд, который способен вызвать тяжёлое отравление, сопровождающиеся сильной болью, отёком и парестезией в области укуса, лихорадкой, тошнотой и регургитацией, но проходящее обычно без серьёзных последствий, в связи с чем для жизни и здоровья человека не опасны.